# Marina Yákusheva
Marina Alexándrovna Yákusheva –en ruso, Марина Александровна Якушева– (Moscú, URSS, 19 de junio de 1964) es una deportista rusa que compitió en bádminton, en las modalidades individual y dobles.
Ganó dos medallas en el Campeonato Europeo de Bádminton, plata en 1996 y bronce en 2000.

## Palmarés internacional
| Campeonato Europeo | Campeonato Europeo    | Campeonato Europeo | Campeonato Europeo |
| Año                | Lugar                 | Medalla            | Prueba             |
| ------------------ | --------------------- | ------------------ | ------------------ |
| 1996               | Herning (Dinamarca)   | Medalla de plata   | Individual         |
| 2000               | Glasgow (Reino Unido) | Medalla de bronce  | Dobles             |